# Louise Wiker
Louise Wiker, född 1 januari 1979, är en svensk friidrottare (långdistans- och terränglöpare). Hon tävlar för Hässelby SK. Moderklubb Hällefors LK
Wiker representerade Sverige i VM 2015 i Peking, där hon slutade på 48:e plats i marathon.
På hösten 2016 var Louise Wiker i strålande form och förbättrade sina personrekord på både 10 km landsväg, maraton och halvmaraton. Resultatet på maraton betydde också att hon kvalificerade sig för 2017 års VM. Vid 2017 års VM i London bröt hon dock maratontävlingen efter skadekänning i foten.

## Personliga rekord
| Utomhus - 1 500 meter – 4:33,43 (Stockholm 17 augusti 2012) - 3 000 meter – 9:29,63 (Oslo, Norge 24 maj 2012) - 5 000 meter – 16:25,46 (Watford, Storbritannien 9 juni 2012) - 10 000 meter – 34:21,73 (Bilbao, Spanien 3 juni 2012) - 10 km landsväg – 34:44 (Laredo, Spanien 18 mars 2017) - 10 km landsväg – 34:45 (Laredo, Spanien 18 mars 2017) - 15 km landsväg – 53:43 (Köpenhamn, Danmark 18 september 2016) - 20 km landsväg – 1:11:38 (Köpenhamn, Danmark 18 september 2016) - Halvmaraton – 1:15:26 (Köpenhamn, Danmark 18 september 2016) - Maraton – 2:36:38,1 (Amsterdam, Nederländerna 16 oktober 2016) - Maraton – 2:36:39 (Amsterdam, Nederländerna 16 oktober 2016) | Inomhus - 1 500 meter – 4:37,24 (Stockholm 22 februari 2011) - 3 000 meter – 9:40,56 (Göteborg 26 februari 2011) - 3 000 meter – 9:40,89 (Örebro 18 februari 2012) |